# Milim
Milim (Words) – singel izraelskiego wokalisty Harela Ska’ata, napisany przez Noama Horeva i Tomera Adaddia, nagrany i wydany w 2010 roku. 
Utwór reprezentował Izrael podczas finału 55. Konkursu Piosenki Eurowizji, w którym zajął ostatecznie 14. miejsce. Po koncercie finałowym, singiel został nagrodzony trzema Nagrodami im. Marcela Bezençona (Nagrodą Prasową, Artystyczną i Kompozytorów), przyznawanymi corocznie przez akredytowanych dziennikarzy, komentatorów oraz muzyków.

## Historia

### Nagrywanie

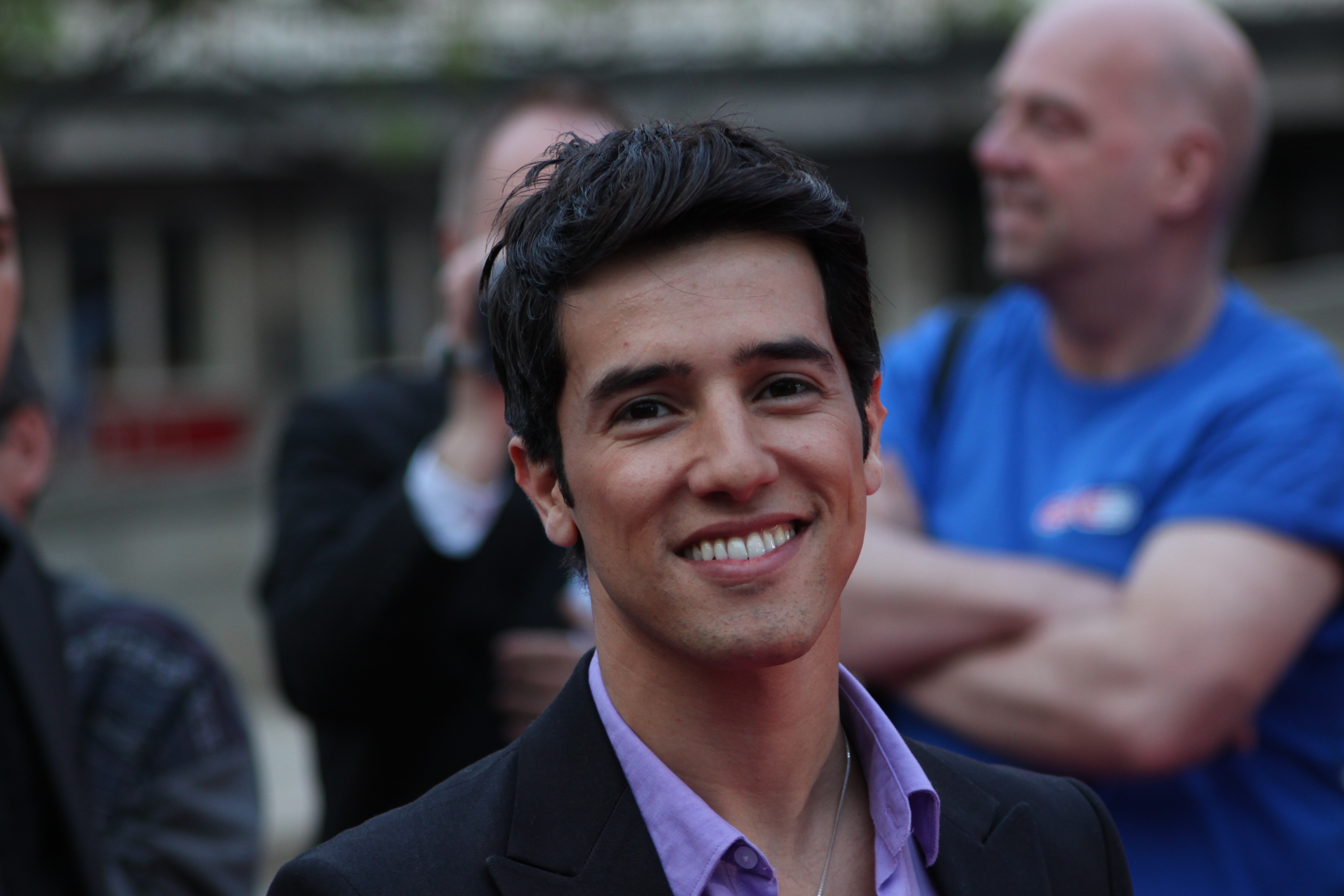
Harel Ska’at podczas ceremonii otwarcia 55. Konkursu Piosenki Eurowizji w 2010 roku

Utwór został napisany przez Noama Horeva, który napisał hebrajski i angielski tekst, i skomponowany przez Tomera Adaddiego. Słowa do francuskojęzycznej wersji piosenki – „Il restera ses mots” – stworzyła wokalistka Anne-Marie David, zwyciężczyni 18. Konkursu Piosenki Eurowizji w 1973 roku. Sesja nagraniowa odbyła się w 2010 roku w The Submarine i Gal Padeh's Studio. Singiel powstał na potrzeby izraelskich selekcji do 55. Konkursu Piosenki Eurowizji – Kdam 2010. Producentem utworu został Amos Ben David, współodpowiedzialny za aranż całości, tuż obok Adaddiego i Ziva Kojo Mara, który zrealizował partie smyczkowe w piosence. Miksu dokonał Ronen Hillel w Fat Studio.

### Wydanie
Singiel miał swoją premierę 6 marca, dziesięć dni później został wydany na płycie Eurovision 2010 EP jako jedna z czterech propozycji do krajowych selekcji do Konkursu Piosenki Eurowizji – Kdam. Oprócz tego, wokalista wydał także promocyjną wersję singla, którą rozdawał akredytowanym dziennikarzom oraz fanom podczas Konkursu Piosenki Eurowizji w 2010 roku.

### Tekst i interpretacja
Słowa utworu opowiadają o rozłące w każdej postaci, zarówno rozstaniu ukochanych, jak i rodziny, życia czy rzeczywistości. Jak opowiada wokalista, „»milim« oznacza »słowa« (...) wierzę, że to one są jednymi z najsilniejszych oraz najbardziej zapadających w pamięć rzeczy. (...) są silne, zostają w naszej głowie, w naszych sercach, przypominają obrazy, kolory, zapachy i emocje z lepszych lub gorszych momentów życia. Magiczne w słowach jest to, że dają zdolność przybierania różnych znaczeń w różnym czasie”. Jak przyznał artysta, tekst utworu nabrał dla niego nowego – osobistego i bolesnego – znaczenia po śmierci jego dziadka (Avrahama Shimona) w tygodniu, w którym odbywały się izraelskie selekcje do Konkursu Piosenki Eurowizji.

### Teledysk
Premiera teledysku do singla odbyła się 19 maja 2010 roku, dwa dni później został on zaprezentowany w trakcie drugiej konferencji prasowej Ska’ata po próbie do występu w Konkursie Piosenki Eurowizji. Reżyserem klipu został Yariv Barel, a scenarzystą – Mor Kaplinsky. Akcja wideo rozgrywa się na pustyni, która miała symbolizować miejsce odkrywające uczucia wokalisty podczas wykonywania utworu. Jak wyznał artysta, teledysk miał pokazać emocje człowieka, który czuje, że musi znaleźć miejsce, gdzie może wyładować swój gniew, jednak nie może od niego uciec.

## Konkurs Piosenki Eurowizji 2010

### Kdam 2010

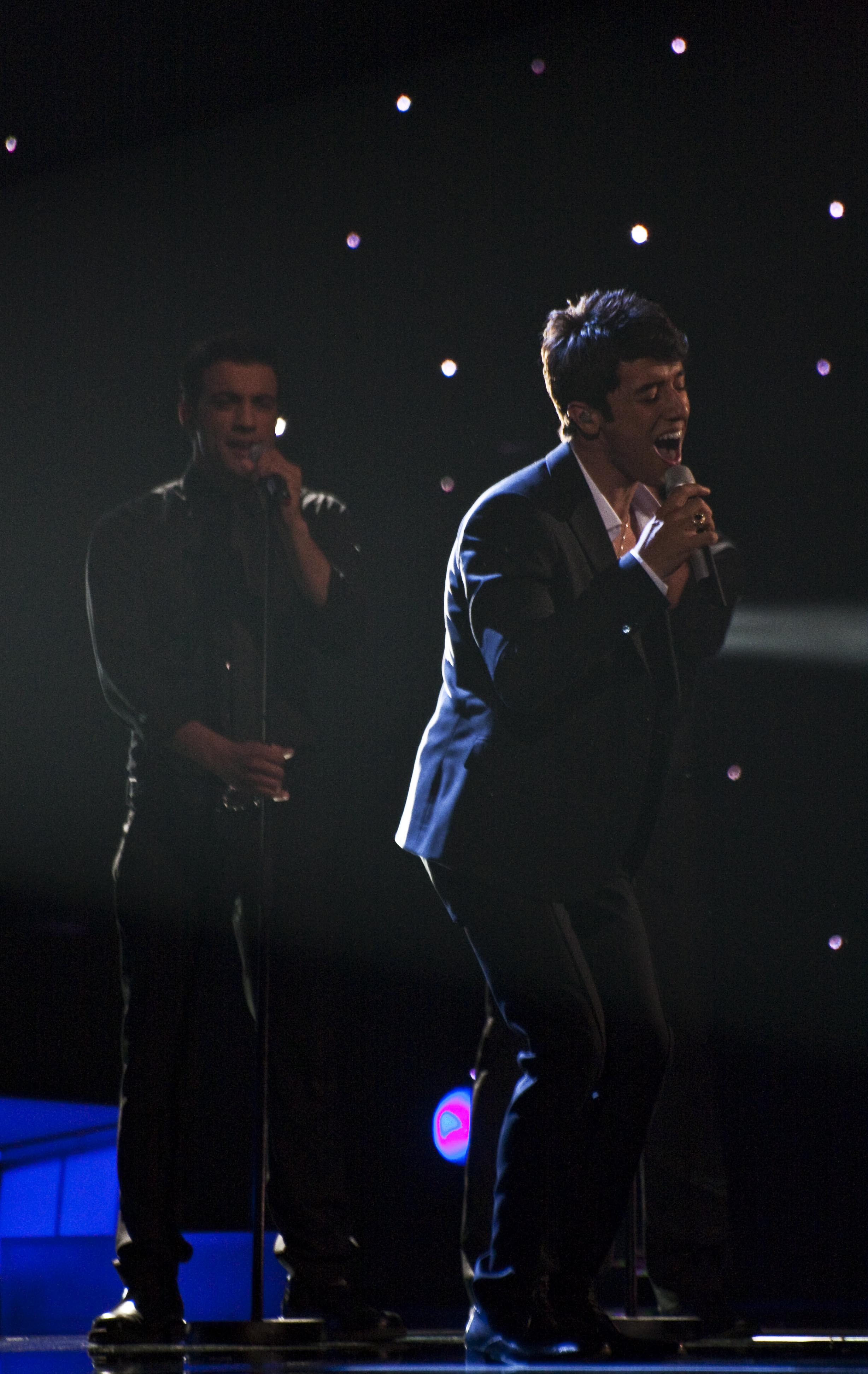
Ska’at podczas występu w drugim półfinale 55. Konkursu Piosenki Eurowizji w 2010 roku

29 grudnia 2009 roku w Kneset (izraelskim parlamencie) przewodniczący izraelskiej delegacji eurowizyjnej Yoav Ginai ogłosił, że Harel Ska’at został wybrany wewnętrznie przez krajowego nadawcę publicznego Israel Broadcasting Authority (IBA) na reprezentanta Izraela podczas 55. Konkursu Piosenki Eurowizji. 15 marca odbył się specjalny koncert Kdam, podczas którego miał zostać wybrany konkursowy utwór dla wokalisty. Ska’at wykonał wówczas cztery propozycje: „Le'an?”, „Ela'yich”, „Le'hitkarev” i „Milim”, która ostatecznie zdobyła największe poparcie telewidzów oraz komisji jurorskiej i wygrała selekcje.

### Konkurs Piosenki Eurowizji
Po finale eliminacji, Ska’at oraz Adaddi postanowili nagrać nową wersję „Milim”, tym razem z wykorzystaniem całej orkiestry symfonicznej. Od 18 do 21 maja wokalista odbywał próby do półfinałowego występu w hali Telenor Arena w Oslo, gdzie rozgrywany był konkurs. 27 maja Ska’at wystąpił jako trzeci w kolejności podczas drugiego półfinału imprezy, podczas prezentacji towarzyszył mu Adaddi (grający na pianinie) oraz dwóch chórzystów. Utwór zdobył łącznie 71 punktów i awansował do finału konkursu z 8. miejsca. Podczas sobotniego koncertu finałowego piosenka została zaprezentowana jako przedostatnia, 24. propozycja konkursowa i ponownie przyznano jej w sumie 71 punktów, plasując ją na 14. miejscu ostatecznej klasyfikacji. Po finale konkursu singiel otrzymał wszystkie trzy Nagrody im. Marcela Bezençona, tj. Nagrodę Prasową (przyznawaną przez akredytowanych dziennikarzy), Artystyczną (przyznawaną przez komentatorów imprezy) oraz Kompozytorów (przyznawaną przez twórców pozostałych propozycji konkursowych), zostając tym samym pierwszą piosenką, która tego dokonała.

## Covery utworu
W 2012 roku białoruski wokalista Eugene Litwinkowicz nagrał rosyjskojęzyczną wersję singla – „Słowa ostalis mnie”, którą wykonał podczas przesłuchań do trzeciej edycji krajowej wersji programu The X Factor. Utwór został pierwszym singlem z debiutanckiego albumu wokalisty pt. Znaki Zodiaka.

## Listy utworów i formaty singla
Europa (CD single)(3177662)
1. „Milim”(Eurovision edit)
2. „Words”
3. „Il restera ses mots”
4. „Milim”(Mash & Droub Remix)
5. „Milim”(Instrumental)